# Piff och Puff

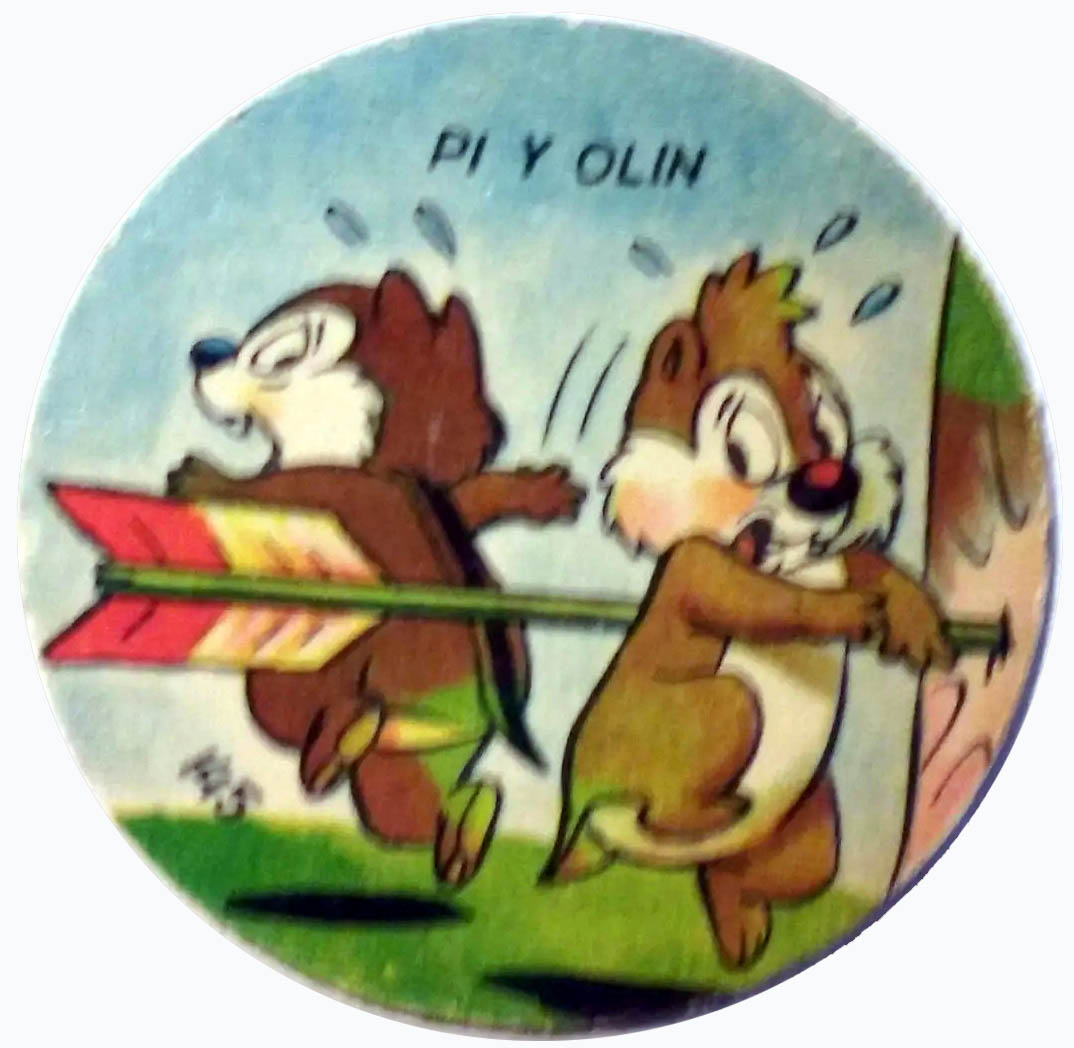
Piff och Puff

Piff och Puff (eng: Chip 'n' Dale) är ett par jordekorrar som förekommer i Disneys tecknade serier och filmer där de ofta hittar på bus och retar Pluto eller Kalle Anka. De debuterade 1942 i kortfilmen Pluto knäcker nötter.

## Historik
Östlig chipmunk anses vara den typ av jordekorre som stått förebild för Piff och Puff.
När de för första gången dök upp i den svenska serietidningen Kalle Anka & C:o (i nummer 5, 1949) kallades de "två råttor", och nästa gång var de "herr och fru vessla". De hade då också namnen Chip och Chop. Det dröjde till 1954 innan de fick sina nuvarande svenska namn Piff och Puff.
Det faktum att såväl Piff som Puff är jordekorrar hindrar dem inte från att envisas med att bygga sitt bo i en trädstam. I serietidningarna är de ofta huvudpersoner i egna serier - till skillnad från kortfilmerna då de interagerar med exempelvis Pluto eller Kalle Anka. De medverkar även i serierna om Lilla Vargen.
Även om de är väldigt lika, så finns det vissa skillnader på dem. Piff har liten svart nos, en stor tand och är smart. Puff har stor röd nos, två stora tänder och är lite naiv och klumpig. Puff har också en lugg, vilket Piff inte har.
Jack Hannah har bland andra tecknat och regisserat filmer med Piff och Puff.
År 1989 fick de titelroller i TV-serien Piff och Puff – Räddningspatrullen och den senare halvanimerade långfilmen med samma namn från 2022.